# Campeonato Chileno de Futebol de 1973
O Campeonato Chileno de Futebol de 1973 (oficialmente Campeonato Nacional de Fútbol Profesional de la Primera División de Chile) foi a 41ª edição do campeonato do futebol do Chile. Os clubes jogam todos contra todos. O último colocado é rebaixado para a Campeonato Chileno de Futebol - Segunda Divisão. O campeão e o vice se classificam para a Copa Libertadores da América de 1974.

## Participantes
| Equipe                               | Cidade        | Região                   | No ano anterior                                                     | Estádio                                 | Capacidade | Títulos                                     | Participações |
| ------------------------------------ | ------------- | ------------------------ | ------------------------------------------------------------------- | --------------------------------------- | ---------- | ------------------------------------------- | ------------- |
| Club Social y Deportivo Colo-Colo    | Ñuñoa         | Província de Santiago    | Campeão                                                             | Estádio Nacional de Chile               | 55.100     | 11 (Último em 1972)                         | 41            |
| Club Universidad de Chile            | Santiago      | Província de Santiago    | Terceiro Lugar                                                      | Estádio Nacional de Chile               | 55.100     | 7 (1940, 1959, 1962,1964, 1965, 1967, 1969) | 36            |
| Unión Española                       | Independencia | Província de Santiago    | Vice Campeão                                                        | Estádio Santa Laura                     | 22.375     | 2 (1943, 1951)                              | 40            |
| Club de Deportes Santiago Wanderers  | Valparaíso    | Província de Valparaíso  | Décimo Quarto Lugar                                                 | Estádio Elías Figueroa Brander          | 23.000     | 2 (1958, 1968)                              | 29            |
| Club Social de Deportes Rangers      | Talca         | Província de Talca       | Décimo Sexto Lugar                                                  | Estádio Fiscal de Talca                 | 8.324      | 0 (não possui)                              | 22            |
| Club Deportivo Universidad Católica  | Las Condes    | Província de Santiago    | Sétimo Lugar                                                        | Estádio Independência                   | 13.500     | 4 (1949, 1954, 1961, 1966)                  | 34            |
| Club de Deportes La Serena           | La Serena     | Província de Coquimbo    | Sexto Lugar                                                         | Estádio La Portada                      | 18.500     | 0 (não possui)                              | 14            |
| Club de Deportes Unión La Calera     | La Calera     | Província de Valparaíso  | Décimo Terceiro Lugar                                               | Estádio Municipal Nicolás Chahuán Nazar | 10.000     | 0 (não possui)                              | 11            |
| Club Deportivo Magallanes            | Maipú         | Província de Santiago    | Oitavo Lugar                                                        | Estádio Independência                   | 13.500     | 4 (1933, 1934, 1935, 1938)                  | 40            |
| Green Cross-Temuco                   | Temuco        | Província de Cautín      | Quinto Lugar                                                        | Estádio Municipal Germán Becker         | 20.930     | 0 (não possui)                              | 9             |
| O'Higgins Fútbol Club                | Rancagua      | Província de O'Higgins   | Décimo Segundo Lugar                                                | Estádio El Teniente                     | 14.550     | 0 (não possui)                              | 18            |
| Club Deportivo Huachipato            | Talcahuano    | Província de Concepción  | Nono Lugar                                                          | Estádio Las Higueras                    | -----      | 0 (não possui)                              | 7             |
| Club Social y de Deportes Concepción | Concepción    | Província de Concepción  | Quarto Lugar                                                        | Estádio Municipal de Concepción         | 35.000     | 0 (não possui)                              | 6             |
| Antofagasta Portuário                | Antofagasta   | Província de Antofagasta | Décimo Quinto Lugar                                                 | Estádio Regional de Antofagasta         | 26.339     | 0 (não possui)                              | 5             |
| Club de Deportes Lota Schwager       | Coronel       | Província de Concepción  | Décimo Primeiro Lugar                                               | Estádio Municipal Federico Schwager     | 18.500     | 0 (não possui)                              | 4             |
| Club de Deportes Unión San Felipe    | San Felipe    | Província de Aconcágua   | Décimo Sétimo Lugar                                                 | Estádio Municipal de San Felipe         | 18.500     | 1 (1971)                                    | 9             |
| Club Deportivo y Social Naval        | Talcahuano    | Província de Concepción  | Décimo Lugar                                                        | Estádio El Morro                        | 7.152      | 0 (não possui)                              | 2             |
| Club Deportivo Palestino             | La Cisterna   | Província de Santiago    | Acesso pelo Campeonato Chileno de Futebol de 1972 - Segunda Divisão | Estádio Santa Laura                     | 22.375     | 1 (1955)                                    | 19            |

## Campeão
| Campeão Chileno 1973                               |
| -------------------------------------------------- |
| Unión Española (Independencia) (3º título) Campeão |